# Parametri vitali
I parametri vitali sono quei valori che nell'individuo rappresentano la funzionalità dell'organismo.
La rilevazione dei parametri vitali è fondamentale nelle procedure di primo soccorso. La procedura di rilevazione dei parametri vitali effettuata da un soccorritore viene anche detta esame primario e consiste in una valutazione sommaria ("respira/non respira", "il cuore batte/non batte", ecc.) e non accurata. 
La valutazione accurata richiede l'uso di strumenti di misura idonei e non viene svolta nei casi di massima urgenza, nei quali i sintomi sono evidenti (ad esempio mancanza di respiro o mancanza di battito cardiaco).

## I principali parametri vitali

### Pressione arteriosa
Può essere misurata con uno sfigmomanometro.
Secondo l'Organizzazione Mondiale della Sanità (OMS) e la Società Internazionale dell'Ipertensione (ISH), la pressione arteriosa minima e massima in condizioni normali (per soggetti di età maggiore di 50 anni) non superano rispettivamente i 90 e i 140 mmHg. Si parla di ipertensione grave se i valori superano rispettivamente i 110 e 180 mmHg, di ipotensione grave se scendono rispettivamente sotto i 60 e i 90 mmHg.

### Polso
Si distingue in frequenza cardiaca, carattere del polso (polso pieno o polso debole) e ritmo (regolare o irregolare)
. La frequenza cardiaca può essere misurata con un fonendoscopio.
Le pulsazioni cardiache devono mantenersi tra 60 e 100 battiti al minuto (bpm). Sotto i 60 bpm si parla di bradicardia, mentre sopra i 100 bpm si parla di tachicardia.

### Frequenza respiratoria
Può essere misurata con uno spirometro.
La frequenza respiratoria in condizioni normali è di 12-20 atti respiratori (composti da inspirazione ed espirazione) al minuto. Sotto i 12 atti respiratori al minuto si parla di bradipnea, mentre sopra i 20 si parla di tachipnea.

### Temperatura corporea
Può essere misurata con un termometro.
In condizioni normali la temperatura corporea deve mantenersi tra 36,6 °C e 37,4 °C. Nel caso di temperatura corporea superiore a circa 37,4 °C si parla di febbre o piressia.

### Ossigenazione sanguigna
La saturazione arteriosa indica la saturazione dell'emoglobina nel sangue arterioso. Il saturimetro (o pulsiossimetro) permette di misurare la concentrazione di un gas (di norma è l'ossigeno) nel sangue. Si parla di ipossia grave quando il valore di SpO2 scende al di sotto dell'85%.

### Stato di coscienza
Il soggetto può presentare i seguenti stati di coscienza:
- cosciente
  - orientato
  - confuso
  - soporoso
- non cosciente

La scala di riferimento per rilevare lo stato di coscienza è la Glasgow Coma Scale.

## Altri parametri

### Colorito della cute
Il colore della cute è uno dei parametri che vengono a essere rilevati nell'esame primario. In particolare possono essere sintomi di condizioni anomale il pallore della cute, l'aspetto cianotico o la sudorazione copiosa.

### Dolore
Il dolore rappresenta il mezzo con cui l'organismo segnala un danno tissutale ed è un'esperienza sensoriale ed emozionale spiacevole. 
Esistono delle scale di valutazione del dolore che descrivono le sue caratteristiche (intensità, sede, durata, irradiazione, ecc.):
- VAS (Scala analogica visiva)
- VNS (Scala numerica visiva)
- NRS (Scala numerica verbale)
- Scala delle espressioni facciali (utile nei bambini)
- MPQ (McGill Pain Questionnaire)